# Diogo de Vasconcelos
Diogo de Vasconcelos är en kommun i Brasilien.   Den ligger i delstaten Minas Gerais, i den sydöstra delen av landet, 700 km sydost om huvudstaden Brasília. Antalet invånare är 3 848. Arean är 165 kvadratkilometer.
Terrängen i Diogo de Vasconcelos är kuperad norrut, men söderut är den platt.
Omgivningarna runt Diogo de Vasconcelos är huvudsakligen savann. Runt Diogo de Vasconcelos är det ganska glesbefolkat, med 26 invånare per kvadratkilometer.